# Egeiska havet

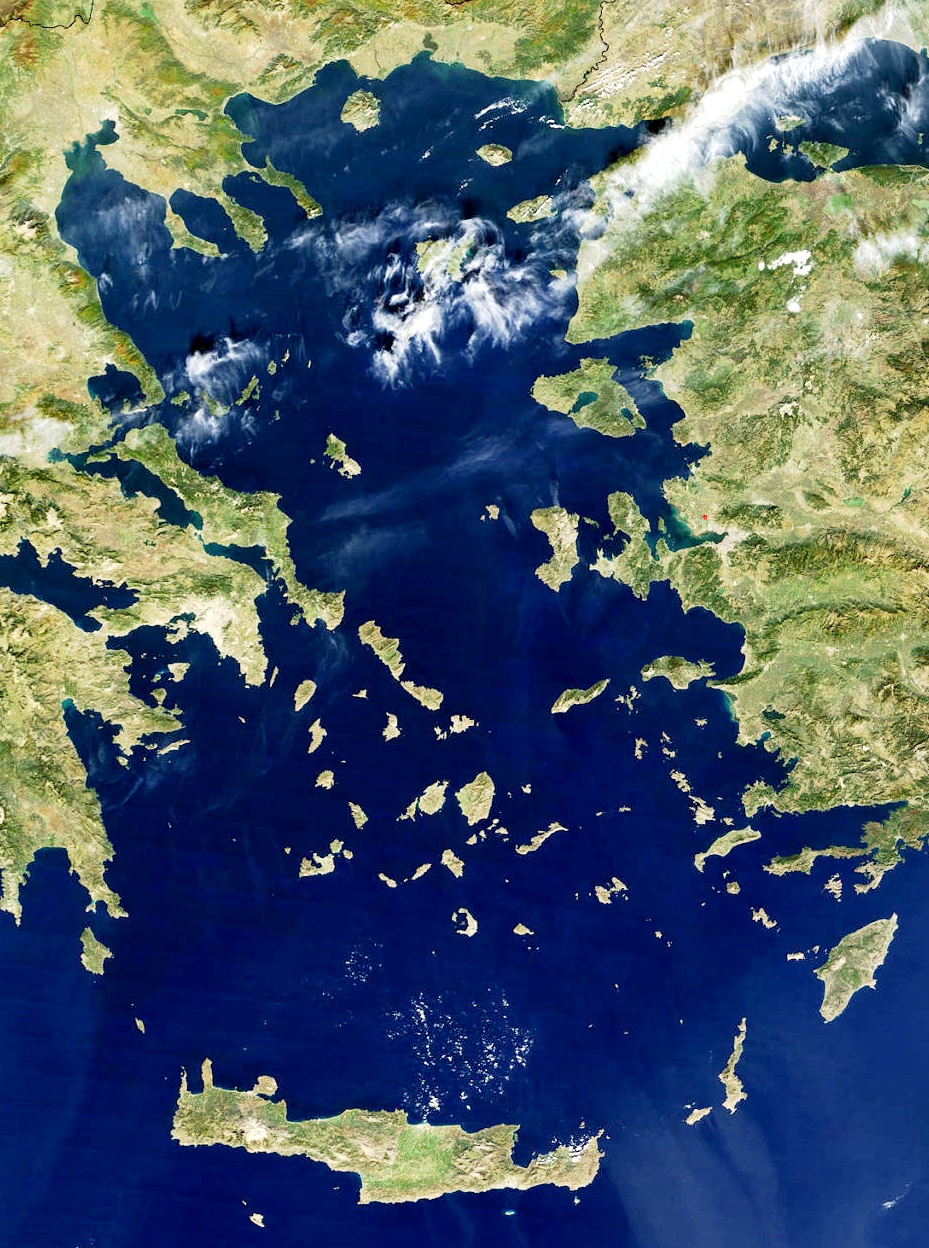
Satellitfoto över Egeiska havet.

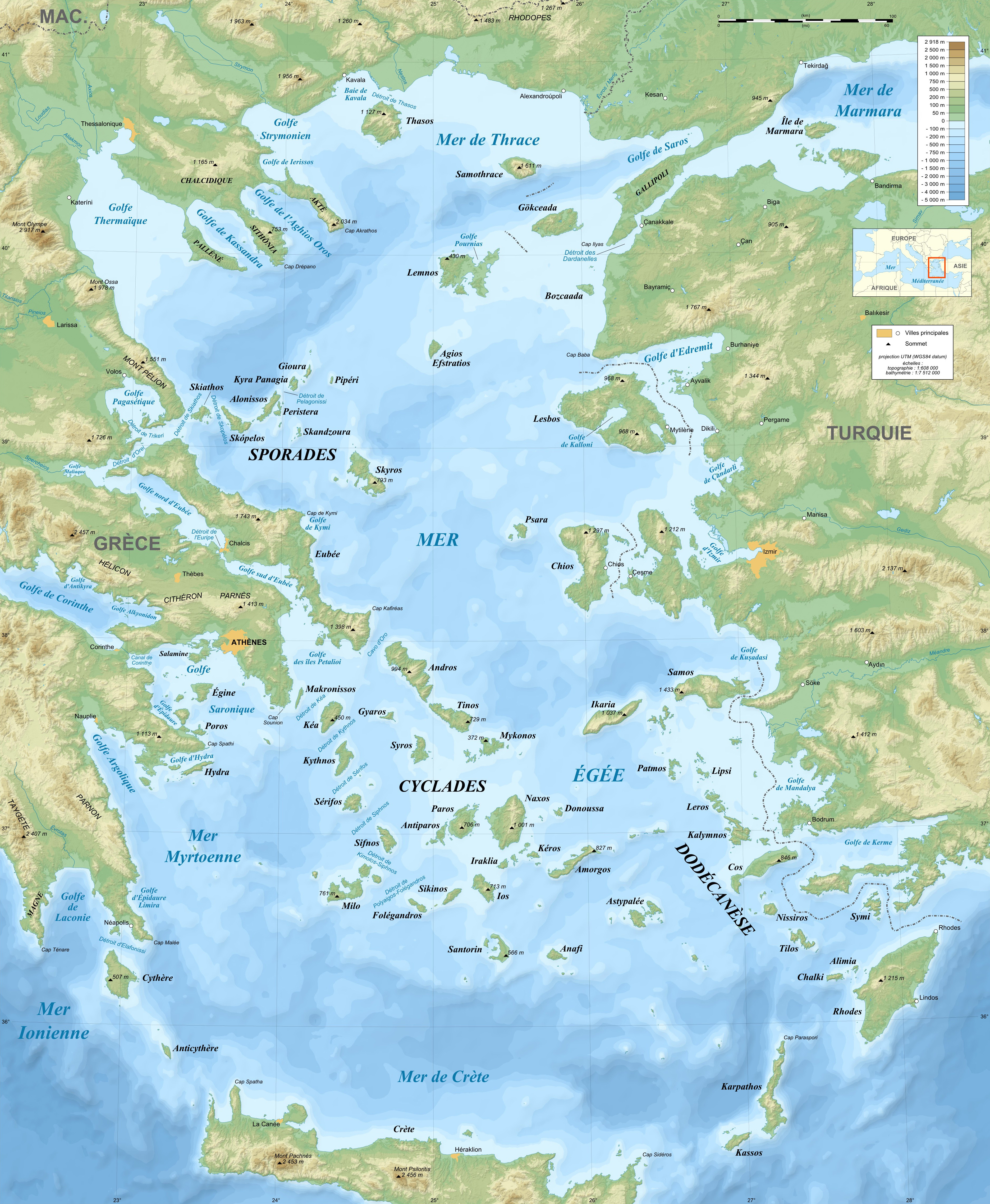
Fransk topografisk karta över Egeiska havet.

Egeiska havet (grekiska: Αιγαίον Πέλαγος, Aigaíon Pélagos; turkiska: Ege Denizi) är den del av Medelhavet som ligger mellan grekiska halvön och Anatoliens västkust. I nordost står det via Dardanellerna, Marmarasjön och Bosporen i förbindelse med Svarta havet. I Egeiska havet återfinns många öar och ögrupper (se Egeiska öarna). 

## Etymologi
Havet har enligt grekiska mytologin fått sitt namn efter kung Aigeus, som kastade sig ner i havet i tron om att hans son Theseus omkommit. En annan förklaring till havets namn kan vara Poseidons mytiska tillhåll Aigai.

## Huvuddelar
- Kretahavet, södra delen, mellan Kreta och Kykladerna
- Myrtoiska havet, sydvästra delen, mellan Kykladerna och Peloponnesos
- Thrakiska havet, norra delen, norr om Lemnos
- Thermaikos, stor bukt i nordväst